# Phare de Punta Sardegna
Le phare de Punta Sardegna (en italien : Faro di Punta Sardegna) est un phare situé à l'extrémité nord de Punta Sardegna (en), en face de l'Archipel de La Maddalena. Il appartient à la commune de Palau, dans les Bouches de Bonifacio en mer Tyrrhénienne, dans la province d'Olbia-Tempio (Sardaigne), en Italie.

## Histoire
Le phare a été construit en 1913 sur un promontoire à 8 km au nord-ouest de Palau. Le phare a été électrifié en 1935 et automatisé en 1975 lorsque le dernier gardien en est parti. Dans les années 1946 et 1947, le travail a été effectué par une femme, Genoveffa Balzano. La lumière est entièrement automatisée, alimentée par une unité solaire et géré par la Marina Militare. Le bâtiment est géré par le groupe de géomorphologie côtière et marine.
Pendant vingt ans le phare est resté complètement abandonné jusqu'en 1995. La structure a été donnée, par la Marina Militare en concession perpétuelle libre, aux Universités de Trieste et de Cagliari en tant que siège du Groupe de Géomorphologie Côtière et Marine (OCEANS).

## Description
Le phare  se compose d'une tour quadrangulaire en maçonnerie de 15 m de haut, avec galerie et lanterne, au sommet d'une maison de gardiens de deux étages. Le bâtiment est peint en blanc et le dôme de la lanterne est gris métallisé. Il émet, à une hauteur focale de 38 m,un éclat blanc toutes les 5 secondes. Sa portée est de 11 milles nautiques (environ 20 km).
Identifiant : ARLHS : SAR-036 ; EF-1030 - Amirauté : E0950 - NGA : 8836 .

## Caractéristique dufeu maritime
Fréquence : 5 secondes (W)
- Lumière : 1 seconde
- Obscurité : 4 secondes

|                |
| Punta Sardegna |

|          |
| Le phare |

### Lien connexe
- Liste des phares de la Sardaigne